# Ruben Rausing
Ruben Rausing Andersson (Helsingborg, 17 de juny de 1895 - 8 d'octubre de 1983) va ser el fundador de l'empresa d'envasat d'aliments líquids Tetra Pak.

## Primers anys
Anders Ruben Andersson va néixer el 1895 a Råå, un petit llogaret de pescadors al barri de Raus, als afores d'Helsingborg, al sud de Suècia, fill d'August i Mathilda Andersson. El seu pare dirigia un petit però exitós negoci com a pintor. Rausing va anar a l'escola secundària a Helsingborg, on es va graduar el 1915.
En fer el seu servei militar, Rausing, aleshores anomenat (Anders) Ruben Andersson, va rebre el sobrenom "rausingen", que significa "noi de Raus", dels seus companys de servei. Aprofitant aquest renom, finalment va canviar el seu cognom d'Andersson a Rausing el 1921.

## Carrera
Amb l'ajut d'un préstec de la seva tia, Rausing va estudiar a la recentment fundada Escola d'Economia i Administració d'Empreses d'Estocolm, i es va graduar el 1918. Després d'un breu període com a treballador del Stockholms Enskilda Bank, va ser contractat per la Sveriges Litografiska Tryckerier, SLT (més tard rebatejada Esselte), una coneguda empresa d'impressió. El 1919 va obtenir una beca de la SSE per continuar els seus estudis a la Columbia University de Nova York i va obtenir un Mestratge en Economia el 1920. Va descobrir les botigues de queviures d'autoservei per primera vegada durant la seva estada a Amèrica i es va adonar que aquest sistema, encara desconegut a Europa, seria la nova forma de venda al detall.
Tornant a Suècia el 1920, Rausing va continuar el seu treball a SLT, primer com a Assistent de Gerent i després com a Gerent. Durant el seu temps a SLT, Rausing es va familiaritzar molt amb l'industrial Erik Åkerlund i, el 1929, Rausing va abandonar SLT per formar una nova empresa d'embalatge juntament amb Åkerlund a Malmö, Åkerlund i Rausing. Åkerlund & Rausing va ser la primera companyia d'envasos a Escandinàvia i, finalment, es va convertir en un fabricant líder de paquets de cartons d'aliments secs. Inicialment, però, la companyia va tenir dificultats per obtenir beneficis i el 1933 Åkerlund va vendre la seva participació a Rausing, que es va convertir en l'únic propietari.
En aquella època, les begudes no carbonatades, com ara llet i sucs, es venien en ampolles de vidre pesades i poc pràctiques i Rausing es va esforçar per trobar una manera d'implementar una nova tecnologia d'envasat moderna, dedicant molts recursos al desenvolupament de nous conceptes. Amb l'objectiu de produir un recipient de cartró per a aliments líquids, similar a l'higiènic i pràctic envàs de cartró revestit de cera que Rausing havia vist a l'estranger, Åkerlund & Rausing va crear el tetraedre de cartró recobert de plàstic, patentat el 27 de març de 1944.
El 1951 encara no hi havia material d'embalatge viable per al nou paquet, i els esforços per desenvolupar material d'embalatge van augmentar. Finalment, el 1952, es va vendre a Lundabygdens Mejeri, una lleteria local, la primera màquina que produïa envasos per a nata en forma de tetraedre. El nou sistema d'embalatge no va ser un èxit immediat i la companyia va tenir dificultats al llarg dels anys cinquanta, i Rausing va continuar gastant grans quantitats de desenvolupament de la idea. L'empresa destinada inicialment al mercat suec es va expandir gradualment, amb Alemanya (1954), França (1954) i Itàlia (1956) com els seus primers mercats d'exportació.
L'esclat comercial de Tetra Pak no va arribar fins a mitjan anys 60 amb el nou paquet de Tetra Brik, introduït el 1963, i el desenvolupament de la tecnologia asèptica. A la fi de la dècada dels seixanta i la dècada de 1970 es va produir una expansió global de la companyia, deguda sobretot al nou paquet de Tetra Brik Assept, que va debutar el 1968 i que va obrir nous mercats en el món en desenvolupament i va provocar una explosió virtual en les vendes. Després de 30 anys, l'empresa de Rausing va tenir èxit i Tetra Pak es va convertir finalment en una de les companyies de processament i envasament més importants del món.

## Honors
Rausing va ser nomenat doctor honoris causa en Medicina per la Universitat de Lund el 1957, en Economia per l'Escola d'Economia i Administració d'Empreses d'Estocolm el 1959, i en Tecnologia pel Royal Institute of Technology l'any 1977. Era membre de la Reial Acadèmia Sueca d'Enginyeria de Ciències (Ingenjörsvetenskapsakademin, IVA).

## Vida personal
Ruben Rausing es va casar amb Elisabeth (de soltera, Varenius) i tingué tres fills: Hans, Gad i Sven. Per raons fiscals, Rausing va abandonar Suècia per Roma el 1969. No obstant això, tota la seva vida va mantenir la seva casa rural a Simontorp, prop de Lund.